# Bodāgh Maḩalleh
Bodāgh Maḩalleh (persiska: بداغ محله) är en ort i Iran.   Den ligger i provinsen Gilan, i den nordvästra delen av landet, 300 km nordväst om huvudstaden Teheran. Bodāgh Maḩalleh ligger 4 meter över havet och antalet invånare är 570.
Terrängen runt Bodāgh Maḩalleh är platt åt nordost, men åt sydväst är den kuperad. Närmaste större samhälle är Hashtpar, 11,0 km nordväst om Bodāgh Maḩalleh. I omgivningarna runt Bodāgh Maḩalleh växer i huvudsak blandskog.